# Valdemaras Novickis
Valdemaras Novickis (ur. 22 lutego 1956 w Koleśnikach, zm. 31 stycznia 2022 w Kownie) – litewski piłkarz ręczny polskiego pochodzenia. Dwukrotny medalista olimpijski.
W reprezentacji Związku Radzieckiego  występował przez dekadę. Oprócz dwóch medali igrzysk olimpijskich – złota w 1988 i srebra w 1980 – sięgnął po złoto mistrzostw świata w 1982 oraz srebro w 1978. Był medalistą mistrzostw Związku Radzieckiego. Po zakończeniu kariery zawodniczej został trenerem. Jego syn Valdas Novickis, także jest piłkarzem ręcznym, reprezentantem Litwy.